# Pseudofusulus
Pseudofusulus is een geslacht van slakken uit de  familie van de Clausiliidae.

## Beschrijving
Dit geslacht wordt gekenmerkt door slakken met een hoornvormig slakkenhuis. Er zitten negen tot tien draaiingen in. De breedte van de schelp is 2,2 tot 3 millimeter. De hoogte is 9 tot 12 millimeter.

## Soorten
De volgende soorten zijn bij het geslacht ingedeeld:
- Pseudofusulus varians (C. Pfeiffer, 1828)